# Hubbard, Texas
Hubbard là một thành phố thuộc quận Hill, tiểu bang Texas, Hoa Kỳ. Năm 2010, dân số của xã này là 1423 người.

## Dân số
- Dân số năm 2000: 1586 người.
- Dân số năm 2010: 1423 người.